# Listă de filozofi empiriști
Empirist este un filozof care susține empirismul și promovează metoda experimentală în procesul de cunoaștere a lumii.
Filozofi empiriști : Aristotel, Sf. Toma de Aquino, Roger Bacon, Francis Bacon, Thomas Hobbes, John Locke, George Berkeley, David Hume, John Stuart Mill, Gilles Deleuze, Felix Guattari.